# 青森県道232号大畑港線
青森県道232号大畑港線（あおもりけんどう232ごう おおはたこうせん）は、青森県むつ市大畑町内を通る一般県道である。

## 概要
むつ市大畑町湊村の春日神社付近から南東へ向かい、国道279号交点に至る短距離路線である。

### 路線データ
- 起点 : 大畑港[1]
- 終点 : 国道二七九号交点（むつ市大畑町）[1]

## 歴史
- 1965年（昭和40年）4月1日 - 青森県道に認定される[1]

## 地理

### 交差する道路
- 国道279号（終点）

### 沿線にある施設・設備
- 大畑漁港
- 大畑漁業協同組合
- 大畑港魚市場
- 春日神社